# Pivoňka
Die Pivoňka (deutsch Piwonka, früher Piwanka, auch Geschwindbach) ist ein linker und der größte Zufluss des Černý potok in Tschechien. Sie ist der bedeutendste Wasserlauf der Mikroregion Dobrohost.

## Verlauf
Die Pivoňka entspringt einen knappen Kilometer nördlich der Burg Starý Herštejn im Oberpfälzer Wald/Český les. Ihre Quelle befindet sich westlich von Vranov bzw. südöstlich der Wüstung Herštejnské Chalupy (Hirschsteinhäuseln bzw. Gibacht) im Grund zwischen dem Starý Herštejn (Hirschstein; 878 m n.m.) und der Lysá (Lissaberg; 870 m n.m.). An ihrem Oberlauf fließt die Pivoňka zunächst mit östlicher Richtung durch ausgedehnte Wälder. Bei Vranov ändert der Bach seinen Lauf nach Nordosten und fließt durch Pivoň, wo er am Schloss eine Kaskasde von acht Teichen speist. Anschließend führt der Lauf der Pivoňka durch Mnichov. Nachfolgend verlässt der Bach das Landschaftsschutzgebiet und den Naturpark Český les und fließt vorbei an Hvožďany und Šitboř durch das Vorland des Oberpfälzer Waldes nach Poběžovice. Dort speist der Bach am westlichen Stadtrand das Schwimmbad sowie mehrere Teiche südlich des Schlosses. Am östlichen Stadtrand von Poběžovice überquert die Bahnstrecke Domažlice–Tachov den Bach; linksseitig der Pivoňka verläuft die Bahnstrecke Staňkov–Poběžovice. Der Unterlauf der Pivoňka führt mit östlicher Richtung durch Zámělíč. Nach 13 Kilometern mündet der Bach nordöstlich von Ohnišťovice in den Černý potok. 

## Geschichte
Im Jahre 1040 besiegten im oberen Tal des Baches in der Schlacht bei Biwanka Truppen des böhmischen Herzogs Břetislav I. ein Heer des römisch-deutschen Königs Heinrich III.
Entlang des Baches entstanden später zahlreiche Mühlen, Hammerwerke und Glasschleifereien. Am Bachlauf zwischen Pivoň und Mnichov trieb die Pivoňka früher den Waffenhammer, die Hammerschleife, die Rangerschleife und die Mühllohschleife an. Unterhalb von Mnichov lagen im Tal zwischen dem Steinbühl (Skalky; 533 m n.m.) und dem Steinbruchberg (630 m n.m.) die Heinitzer Mühle, die Wolfgangschleife, die Papierschleife, die Eichbühlschleife und die Eichelmühle. Bachabwärts von Poběžovice lag die Tanzmühle. Infolge der Weltwirtschaftskrise musste ein Teil dieser Unternehmen den Betrieb einstellen. Nach dem Ende des Zweiten Weltkrieges und der Vertreibung der deutschen Bevölkerung erloschen die verbliebenen Betriebe.

## Zuflüsse
- Nuzarovský potok (r), bei Pivoň
- Mlýnský potok (l), unterhalb von Mnichov
- Šitbořský potok (r), in Poběžovice